# Germania Est ai XIII Giochi olimpici invernali
La Germania Est partecipò ai XIII Giochi olimpici invernali, svoltisi a Lake Placid, Stati Uniti, dal 14 al 23 febbraio 1980, con una delegazione di 53 atleti impegnati in otto discipline.